# Walter Joseph Cawthorn
Walter Joseph Cawthorn, britanski general, * 1896, † 1970.